# Hôtel-Dieu des Trois-Rivières
L'Hôtel-Dieu des Trois-Rivières est un Hôpital fondé en 1700 dans la ville de Trois-Rivières et tenu par 5 religieuses de l'ordre de Sainte-Ursule, lesquelles ne sont pas hospitalières mais se consacre plutôt à l'enseignement. Elle acceptent de quitter Québec pour se joindre à une soixantaine de familles qui sont établies à Trois-Rivières et elles s'occupent de l’hôpital et d'un couvent pour filles. L’hôpital  héberge des personnes âgées, des orphelins, des malades et des pauvres,.

## Histoire
Fondé par Laviolette en 1634, Trois-Rivières était un petit village qui comptait un peu plus de vingt familles, qui réclame des services éducatifs et hospitaliers. Msr Jean-Baptiste de La Croix de Chevrières de Saint-Vallier, deuxième évêque de Québec, entreprend des démarches auprès des Ursulines. Elle acceptent de rejoindre une soixantaine de familles qui sont établies à Trois-Rivières et  s'installeront dans leur premier Monastère.

## Couvent
Les bâtiments comprennent: la maison Blanche (construite vers 1700, agrandie à plusieurs reprises), la chapelle (construite entre 1713 et 1715, agrandie pour la dernière fois en 1897) et l'aile Saint-Joseph (entre 1870 et 1873); le pensionnat en pierre (1835 et 1836); le pensionnat du Sacré-Coeur (1882); la maison Rouge (1907); l'école normale (1908); et l'aile moderne du Collège Marie-de-l'Incarnation (1961).

## Pavillon Saint-Joseph
En avril 1886, les sœurs de la Providence (à Trois-Rivières depuis 1864) prennent la relève dans un nouveau bâtiment avec l'hôpital Saint-Joseph.